# Julieta Zurita Cavero
Guely Julieta Zurita Cavero (* 1953 in Cochabamba, Bolivien), auch bekannt unter ihrem Ehenamen Julieta Zurita de Alzerreca, ist eine bolivianische Philologin für Quechua, Erziehungswissenschaftlerin, Schriftstellerin, Dichterin und Übersetzerin, die auf Quechua und Spanisch schreibt.

## Leben
Julieta Zurita Cavero wurde 1953 geboren. Sie studierte interkulturelle zweisprachige Erziehung (IZE, spanisch EIB) an der Universidad Mayor de San Simón (UMSS) in Cochabamba und absolvierte danach ein Magisterstudium in Universitärer Didaktik und Quechua als Zweitsprache. Dann wurde sie Professorin an der UMSS für verschiedene Studiengänge der Erziehungswissenschaften und das Programm für die Lizenziatur in interkultureller zweisprachiger Erziehung. Diese Position hat sie bis heute inne. Sie ist darüber hinaus in Beratungsprogrammen für IZE tätig, so in Bolivien, Peru, Venezuela und Panama. Darüber hinaus hat sie an einer Reihe von internationalen Kongressen teilgenommen. Zu ihren Arbeitsschwerpunkten gehören die Ausbildung von Lehrern für die IZE, Unterricht in Quechua als Erst- oder Zweitsprache und die Erstellung von Unterrichtsmaterialien für das Fach Quechua.
Julieta Zurita Cavero ist Autorin von Gedichten und Kurzgeschichten auf Quechua, wobei ihre dreisprachige, auf Quechua, Spanisch und Englisch erschienene Anthologie mit Erzählungen vom Fuchs (Zorro Antonio – Atuq Antuñumanta) einige Beachtung fand.
Im Jahre 2020 gründeten Julieta Zurita Cavero und weitere 24 Schriftsteller aus Bolivien einen „PEN Quechua“ mit Sitz in Cochabamba (Bolivien), der im September 2021 von PEN International als Mitgliedsorganisation anerkannt wurde. Julieta Zurita wurde zur Beauftragten für die Öffentlichkeitsarbeit des PEN Quechua gewählt. Außerdem wurden Iván Prado Sejas als Vorsitzender sowie Esther Balboa Bustamante, Juan Clavijo Román und Gonzalo Montero Lara in den ersten Vorstand gewählt. Zu den Schwerpunkten der Arbeit sollen Übersetzungen ins und aus dem Quechua, Veranstaltungen und Aktivitäten zur Rettung der mündlichen Überlieferung wie Erzählungen, Mythen und Legenden gehören. Nach Angaben der Generalsekretärin Esther Balboa Bustamante strebt PEN Quechua an, in „alle Nationen Lateinamerikas zu kommen, in denen die Sprache gesprochen wird, vom Süden Kolumbiens bis Chile“.

## Werke

### Fachartikel, Wissenschaftsartikel
- 2012: Ponencia. Experiencias de producción de textos en lengua materna quechua en las escuelas rurales de Bolivia. Una aproximación al pluralismo epistémico. Compilación de ponencias del 54 Congreso Internacional de Americanistas. Wien. In: Kerstin Störl (Hrsg.) (2018): La Reciprocidad entre lengua y cultura. Peter Lang, Berlin 2018.
- 2014: El enfoque cultural comunicativo y textual en la enseñanza del quechua como segunda lengua. STLILLA-2011 Proceedings, 1–22. Kellogg Institute for International Studies at the University of Notre Dame, 2011.
- 2017: Ponencia. Leyendo con los niños. V Jornadas Internacionales de Lectura y Literatura Infantil. Cochabamba, Bolivia: IBBY Bolivia.
- 2019: Wawakunawan ñawirispa. Leyendo con los niños. Revista Electrónica Leer, Escribir y Descubrir 1 (5), Artikel 6.

### Unterrichtsmaterialien
- 2009: Imaymanta Qhichwapi ñawikunanchikpaq puquykunamanta.
- 2014: Qhichwa simita yacharikuna = Texto de apoyo para la enseñanza y aprendizaje del quechua. Kipus, Cochabamba, 110 Seiten. ISBN 978-99954-97-85-9

### Mit anderen Autoren
- Rosaleen Howard: Kawsay Vida. A Multimedia Quechua Course for Beginners and Beyond. With contributions by Phil Jimmieson, Pedro Plaza, Julieta Zurita, Rufino Chuquimamani, Carmen Alosilla, and Phil Russell. University of Texas Press, 2014.
- Andrew Rupp, Julieta Zurita: Procesos educativos en contextos indígenas. Investigación etnográfica sobre la EIB en las comunidades de Tacopya y Bolívar. Subversiones. Revista de Investigación 1 (2), S. 111–145. Industrias Gráficas “J.V” Editora, Cochabamba 2019.

### Erzählungen
- 2016: Cuentos del Zorro Antonio. Editorial Fe de Erratas, Cercado (Bolivia). ISBN 978-99974-882-2-0

### Gedichte
- 2007: Llaqtaymanta Jawariykuna. Cochabamba, Bolivia: Editorial MOCA.
- Iphu para sumaq para, K’uychi, Sipaspa Munaynin, In: Julio Noriega Bernuy (Hrsg.): Poesía Quechua en Bolivia: Antología. Pakarina Ediciones, Lima 2016
- Weitere Gedichte: Amaña jinataqa, ¡Paramuchun! ¡Kawsay Kutimuchun![7]

### Literarische Übersetzungen ins Quechua
- Pilar Pedraza Pérez del Castillo: Saqra ñanta purispa. Übersetzt von Julieta Zurita Cavero aus dem spanischen Original Por las calles de la ira, zweisprachige Ausgabe. Editorial Kipus, Cochabamba 2019